# Distretto di Tropojë
Il distretto di Tropojë (in albanese: Rrethi i Tropojës) era uno dei 36 distretti amministrativi dell'Albania. 
La riforma amministrativa del 2015 ha ricompreso il territorio dell'ex distretto nel comune di Tropojë, accorpando a questo 7 comuni.
Si trovava nel nord del paese e il capoluogo era Bajram Curri. 	
La zona è conosciuta anche per le sue massicce foreste di castagni e il fiume Valbone, nonché una ricca cultura popolare. 	

## Geografia antropica

### Suddivisioni amministrative
Il distretto comprendeva un comune urbano e 7 comuni rurali.

#### Comuni urbani
- Bajram Curri

#### Comuni rurali
- Bujan
- Bytyç
- Fierzë (Fierze)
- Tropojë (Fshat Tropojë)
- Lekbibaj
- Llugaj
- Margegaj